# نارتیچ
نارتیچ، بخش شرقی بم،استان کرمان،شهرستان بم 

## موقعیت
این روستا در ۵ کیلومتری غرب شهرستان بم و در ۳ کیلومتری شمال شهر بروات قرار دارد. و ارتفاع آن از سطح دریا ۱۲۰۰ متر است.

## آب و هوا
آب و هوای این روستا به دلیل مجاورت با بیابان کویر لوت و وزش بادهای موسمی در تابستان ها گرم و خشک همراه با تفت و لوار و در زمستان ها سرد و خشک و سوزناک است.

## اقتصاد
اقتصاد این روستا بر پایه محصول کشاورزی خرما و تا حدودی مرکبات است. همچنین خاک این منطقه برای تولید آجر و سفال عالی است و یک کارخانه تولید سفال تیغه ای به نام پنج دی در این روستا وجود دارد که سهم زیادی از بازار سفال تیغه ای شهرستان بم را تأمین می کند و همچنین تولیدی پرورش ماهی و کشت سیر و گل خشت (به زبان محلی) در تولیدی پرورش ماهی انواع ماهیان گرمابی کپور و آمور ماهی صید میشود و به بازار عرضه میشود

## جمعیت
بر پایه سرشماری عمومی نفوس و مسکن در سال ۱۳۹۵، جمعیت این روستا برابر با۱۹۹۹ نفر(۵۳۸خانوار) بوده‌است.